# There's Got to Be a Way
«There's Got to Be a Way» (en español: «Tiene que haber una manera») es una canción escrita por la cantante estadounidense Mariah Carey y Ric Wake, y producida por Wake del álbum Mariah Carey (1990). Carey quiso participar en la producción de la canción, pero los responsables de Sony/Columbia Records se negaron. La protagonista de la canción afirma que "tiene que haber una forma de conectar el mundo" y reclama que se adopten otras medidas para arreglar el mundo. Se trata de una de las pocas canciones de la cantance con cierta conciencia social y aborda el racismo y la pobreza.
Fue el quinto y último sencillo del álbum, y se publicó en Reino Unido y otros mercados europeos. Con el fin de mantener la serie de sencillos número uno en la lista Billboard Hot 100, "There's Got to Be a Way" no se publicó en Estados Unidos. Por esta razón, apenas se promocionó y se convirtió en uno de los sencillos de menor éxito del álbum Mariah Carey y uno de los mayores fracasos comerciales en la carrera de la cantante. Se publicó en Reino Unido tras el fracaso de "I Don't Wanna Cry" y no llegó a entrar entre las cuarenta primeras posiciones, hecho que sí consiguieron sus anteriores tres sencillos, teniendo que conformarse con el puesto 54.

## Vídeo y remixes
El vídeo fue dirigido por Larry Jordan y comienza con Mariah Carey caminando por la calle mientras se lamenta de las personas sin hogar y el racismo. Según avanza el vídeo, se le suman otras personas y acaban bailando en la calle. Shep Pettibone se encargó de realizar los remixes. El remix 7" se utilizó también para el vídeo.

## Lista de pistas
Reino Unido, CD sencillo 1 (sencillo 5")
1. «There's Got to Be a Way» (Álbum Versión)
2. «There's Got to Be a Way» (7" Remix)
3. «Someday» (7" Jackswing Mix)
4. «Vision of Love»

Reino Unido, CD sencillo 2 (Maxisencillo vinilo 12")
1. «There's Got to Be a Way» (Álbum Versión)
2. «There's Got to Be a Way» (12" Remix)
3. «There's Got to Be a Way» (Alternative Vocal Club Mix)

- Datos: Q970764